# San Juan Bautista Jayacatlán
San Juan Bautista Jayacatlán es una localidad del estado mexicano de Oaxaca. Es cabecera del municipio de San Juan Bautista Jayacatlán.

## Demografía
| Censo | Población |
| ----- | --------- |
| 1900  | 647       |
| 1910  | 713       |
| 1921  | 792       |
| 1930  | 827       |
| 1940  | 918       |
| 1950  | 1091      |
| 1960  | 1181      |
| 1970  | 1237      |
| 1980  | 1167      |
| 1990  | 1550      |
| 1995  | 1447      |
| 2000  | 1236      |
| 2005  | 1254      |
| 2010  | 1462      |
| 2020  | 1447      |